# Paso de Torugart
El paso de Torugart (en chino tradicional, 圖嚕噶爾特山口; en chino simplificado, 图噜噶尔特山口; pinyin, túlūgáĕrtè shānkŏu; en kirguís: Торугарт; Перевал Торугарт) es un paso de montaña a 3752 m de altitud sobre el nivel del mar. Se encuentra en las montañas del Tian Shan, en la frontera entre la provincia de Naryn en Kirguistán y la República autónoma de Sinkiang, en China.
En el lado kirguís se encuentra el lago Chatyr-Kul. También se halla la carretera a Naryn, que sigue hasta Balikci y Biskek. Recorre 400 km, es estrecha y en invierno a menudo resulta impracticable por la nieve y los frecuentes aludes.
Rusia y China establecieron este paso en 1881. En 1906, el Banco de Transporte Rusochino financió la construcción de la carretera.
El año 1952 este paso fue sustituido por el de Erketxtam, a 165 km al sudoeste. El paso de Torugart fue cerrado en 1969 por el enfrentamiento político chino-soviético y vuelto a abrir en 1983. El año 1995 la entrada fue desplazada más abajo, a 2.000 m d'altitud, más cerca de Kaixgar, a unos 57 km.
Diversos gobiernos de Asia Central, entre ellos el chino, consideran la posibilidad de hacer pasar el ferrocarril que uniría Kaixgar con el valle de Ferganá.